# ریو یاماموتو (بازیکن فوتبال)
ریو یاماموتو (ژاپنی: 山本 僚؛ زادهٔ ۲۶ ژوئن ۱۹۸۴) یک بازیکن فوتبال اهل ژاپن است.
از باشگاه‌هایی که در آن بازی کرده‌است می‌توان به باشگاه فوتبال ونتفورت کوفو اشاره کرد.